# Championnats du monde de J/80 2013
Navigation
2012 2014
Les championnats du monde de J/80 2013 sont une compétition internationale de sport nautique sous l'égide de la Fédération internationale de voile (ISAF). Cette édition 2013 se tient à Marseille en France.

## Résultats
| # | Équipage                                                                   |
| - | -------------------------------------------------------------------------- |
| 1 | Alexey Semenov, Francisco Palacio Iglesias, Pavel Savenko et David Madrazo |
| 2 | Luc Nadal, Thierry Berger, Gilles Corcaud et Pierre Mousselon              |
| 3 | Sébastien Col, Éric Brezellec, Josselin Lemoine et Yann Château            |